# Y-12 National Security Complex

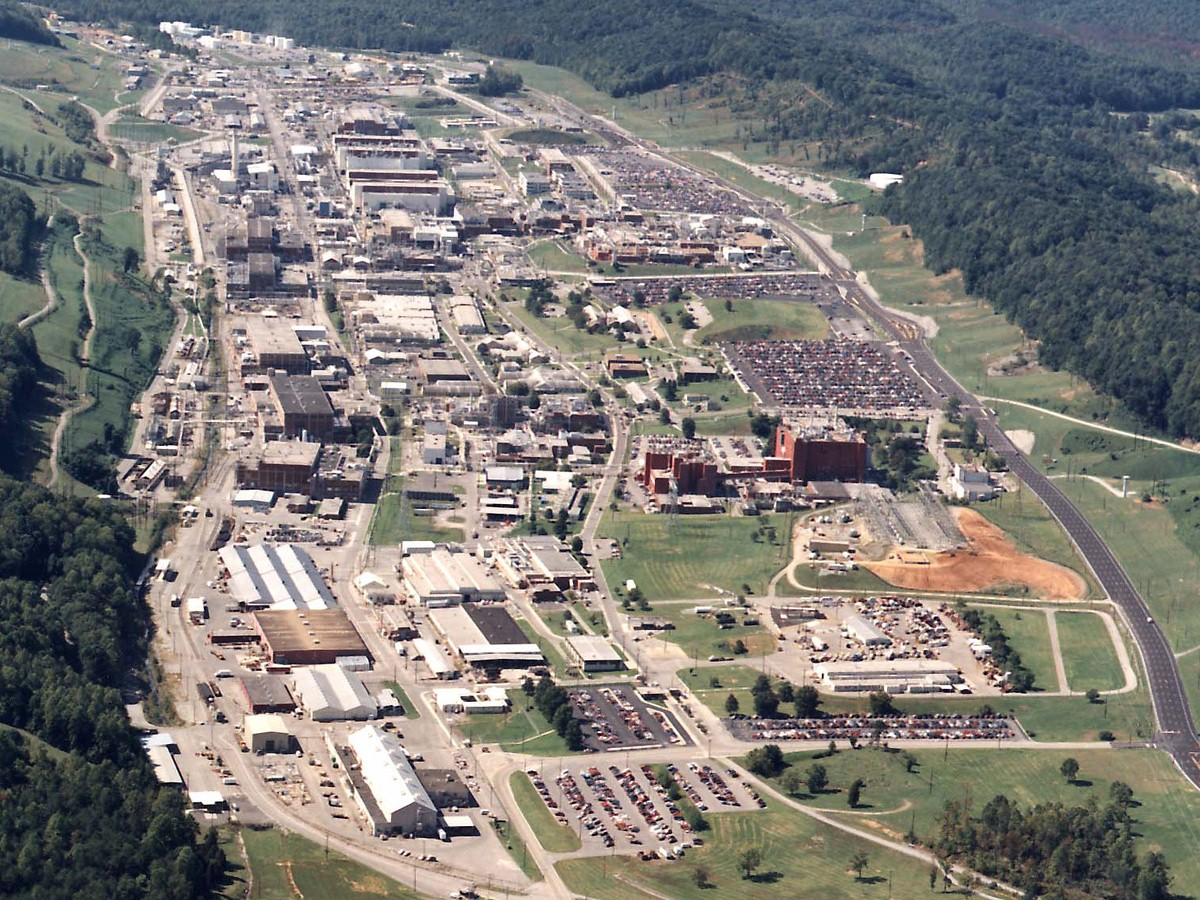
Sede das fabricas da Y-12 em Oak Ridge.

Y-12 National Security Complex (Complexo de Segurança Nacional Y-12) é uma instalação e complexo nacional de segurança do Departamento de Energia dos Estados Unidos localizado em Oak Ridge, Tennessee, perto do Laboratório Nacional de Oak Ridge. Foi construído como parte do Projeto Manhattan para o propósito de enriquecer urânio para as primeiras bombas atômicas. Nos anos após a Segunda Guerra Mundial, foi operado como uma instalação de fabricação de componentes de armas nucleares e produtos relacionados com fins de defesa.
Y-12 é gerenciada e operada sob contrato pela Consolidated Nuclear Security, LLC (CNS), que é composta pelas empresas associadas Bechtel National, Inc., Lockheed Martin Services, Inc., ATK Launch Systems, Inc., e a SOC LLC com a Booz Allen Hamilton, Inc. como uma parceria subcontratada. CNS também opera Pantex Plant no Texas.